# Blondes Have More Fun
| 전문가 평가                   | 전문가 평가    |
| 평가 점수                     | 평가 점수      |
| 출처                          | 점수           |
| ----------------------------- | -------------- |
| AllMusic                      | [ 1 ]          |
| Christgau's Record Guide      | B              |
| Rolling Stone                 | (unfavourable) |
| The Rolling Stone Album Guide | [ 4 ]          |

《Blondes Have More Fun》은 1978년 11월 17일에 발매된 영국의 싱어송라이터 로드 스튜어트의 아홉 번째 스튜디오 음반이다. 그 당시 인기 있는 음악 트렌드였던 것처럼, 그것은 스튜어트의 디스코 음악으로의 진출이다. 이 음반은 영국에서 3위, 미국에서 1위에 오르며 상업적으로 성공했지만, 비판적으로 분열되었다. 리드 싱글 〈Da Ya Think I'm Sexy?〉는 영국과 미국 모두에서 1위를 정점으로 스튜어트의 가장 큰 히트곡 중 하나가 되었다.

## 배경
1970년대 내내 록 가수로서 매우 성공적인 경력을 쌓은 후, 스튜어트는 이 음반의 일부 트랙에서 1978년에 절정에 달했던 디스코 트렌드를 따르기로 결정했다. 첫 번째 싱글은 〈Da Ya Think I'm Sexy?〉로 영국, 미국, 호주 등 여러 나라에서 1위를 차지했다. 많은 비평가들이 디스코 쪽으로 곡의 방향을 돌렸지만, 그럼에도 불구하고 그것은 그의 가장 큰 히트곡 중 하나가 되었다. 이후 스튜어트는 폴 매카트니와 롤링 스톤스가 이 시기까지 디스코 음악에 손을 댔다고 언급하며 이 곡을 옹호했다. 두 번째 싱글은 〈Ain't Love a Bitch〉로 영국에서 11위, 미국에서 22위를 기록했다. 세 번째이자 마지막 싱글인 〈Blondes (Have More Fun)〉는 영국에서 63위로 정점을 찍었는데, 당시 영국에서 그의 가장 낮은 차트의 싱글이었지만 아일랜드에서는 23위로 아일랜드에서 더 좋은 성적을 거두었다.
음반 자체는 영국에서 3위로 정점을 찍었고, 크리스마스까지 플래티넘 인증을 받았고, 미국에서 더블 플래티넘을 기록한 1위 히트곡이었다. 그것은 또한 많은 다른 나라들에서 상위 10위 안에 들었다.

## 곡 목록
| #  | 제목                          | 작사·작곡                                 | 재생 시간 |
| -- | ----------------------------- | ----------------------------------------- | --------- |
| 1. | 〈Da Ya Think I'm Sexy?〉     | 로드 스튜어트, 카마인 어피스, 듀안 히칭스 | 5:31      |
| 2. | 〈Dirty Weekend〉             | 스튜어트, 게리 그레인저                   | 2:36      |
| 3. | 〈Ain't Love a Bitch〉        | 스튜어트, 그레인저                        | 4:39      |
| 4. | 〈The Best Days of My Life〉  | 스튜어트, 짐 크레건                       | 4:21      |
| 5. | 〈Is That the Thanks I Get?〉 | 스튜어트, 크레건                          | 4:32      |

| #  | 제목                                | 작사·작곡                                   | 재생 시간 |
| -- | ----------------------------------- | ------------------------------------------- | --------- |
| 1. | 〈Attractive Female Wanted〉        | 스튜어트, 그레인저                          | 4:17      |
| 2. | 〈Blondes (Have More Fun)〉         | 스튜어트, 크레건                            | 3:46      |
| 3. | 〈Last Summer〉                     | 스튜어트, 필 첸                             | 4:05      |
| 4. | 〈Standin' in the Shadows of Love〉 | 라몬트 도지어, 에디 홀랜드, 브라이언 홀랜드 | 4:28      |
| 5. | 〈Scarred and Scared〉              | 스튜어트, 그레인저                          | 4:54      |

## 인증
| 국가                                                  | 인증        | 판매량/출하량 |
| ----------------------------------------------------- | ----------- | ------------- |
| 오스트레일리아 (ARIA)                                 | 2× 플래티넘 | 140,000^      |
| 프랑스 (SNEP)                                         | 2× 골드     | 200,000*      |
| 독일 (BVMI)                                           | 골드        | 250,000^      |
| 홍콩 (IFPI 홍콩)                                      | 플래티넘    | 20,000*       |
| 뉴질랜드 (RMNZ)                                       | 플래티넘    | 15,000^       |
| 스웨덴                                                | —           | 200,000       |
| 영국 (BPI)                                            | 플래티넘    | 600,000       |
| 미국 (RIAA)                                           | 3× 플래티넘 | 3,000,000^    |
| 요약                                                  |             |               |
| 전 세계                                               | —           | 10,000,000    |
| *판매량을 기반으로 한 인증 ^출하량을 기반으로 한 인증 |             |               |